# 구복규
구복규(具福奎, 1955년 3월 11일 ~ )은 대한민국의 정치인이다. 제9·11대 전라남도의원을 지냈으며 제48대 화순군수이다.

## 학력
- 춘양국민학교 (졸업)
- 춘양중학교 (졸업)
- 숭의실업고등학교 (졸업)
- 한국방송통신대학교 (농학과 / 학사)

## 경력
- 화순군 화순읍장
- 2011년 4월 28일 ~ 2014년 3월 21일: 제9대 전라남도의회 의원
- 2018년 7월 1일 ~ 2022년 3월 24일: 제11대 전라남도의회 의원
  - 2020.07 ~ 2022.03: 제11대 전라남도의회 후반기 부의장
- 2022년 7월 1일 ~ : 제48대 민선 8기 전라남도 화순군수(초선)
- 2024.07 ~ : 전국농어촌지역군수협의회 감사

## 역대 선거 결과
|  | 61.72% |

|  | 15.98% |

|  | 64.63% |

|  | 75.46% |

| 전임 구충곤 | 제48대 전라남도 화순군수 2022년 7월 1일 ~ |  |